# 267P/LONEOS
267P/LONEOS, komet Jupiterove obitelji